# Melanophidium punctatum
Espèce
Statut de conservation UICN

 LC  : Préoccupation mineure
Melanophidium punctatum est une espèce de serpents de la famille des Uropeltidae.

## Répartition et habitat
Cette espèce est endémique du sud des Ghats occidentaux en Inde. On la trouve à une altitude allant de 200 à 1 500 m.
C'est une espèce terrestre qui vit sur la litière de feuille des forêts vallonnées.

## Publication originale
- Beddome, 1871 : Descriptions of new reptiles from the Madras Presidency. Madras Monthly Journal of Medical Science, vol. 4, p. 401-404.